# Robert Le Maçon
Robert Le Maçon (ou Le Masson), né vers 1365 à Château-du-Loir dans le Maine, et mort le 28 janvier 1443 à Trèves, fut chancelier de France sous Charles VII et protecteur et compagnon d'armes de Jeanne d'Arc.

## Biographie
D'origine angevine, Robert est le fils de Guillaume Le Maçon, secrétaire et conseiller de Louis Ier, duc d'Anjou, et de Jeanne Botherel. Son frère Jacques deviendra le chambellan de Jean, duc de Bourgogne.
Dès janvier 1401, il devient bailli de sa ville natale, Château-du-Loir. La même année, au mois de mars, il est anobli.
Cinq ans plus tard, il est nommé maître des requêtes ordinaires de l’hôtel du roi, ainsi que conseiller et chancelier de Louis II, duc d’Anjou et roi de Sicile, dont il soutient les droits sur le comté de Nice contre les prétentions de la Savoie auprès des ducs de Berry et de Bourgogne.
Ses qualités de sérieux et de pondération dans les circonstances si troublées de ce temps, le font accéder à de plus hautes charges. Partisan de la maison d'Orléans, il est nommé chancelier d’Isabeau de Bavière le 29 janvier 1414, puis le 20 juillet 1414 commissaire aux monnaies (20 juillet), sénéchal et juge d’Anjou (par lettres ducales du 17 juin 1412) et commis aux États d’Angers (8 avril 1415).

### Baron de Trèves
Réunissant des terres angevines du comte de Sancerre et du sire de Maulevrier, il se fait adjuger le 16 août 1416 pour 4 000 livres la baronnie de Trèves en Anjou, avec sa forteresse que Foulques Nerra avait bâtie « pour contenir les Saumurais dans le devoir ». En la personne de son sénéchal, Robert prend possession de ses nouveaux domaines le 18 juillet 1417.

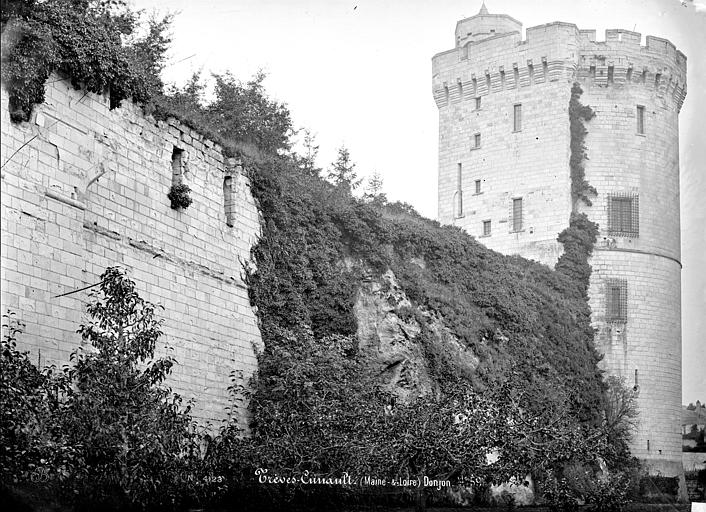
Enceinte de Trèves avec sa tour.

Durant une vingtaine d'années, il restaure la demeure seigneuriale pourvue d'un donjon de 30 mètres de haut, qui domine encore aujourd'hui la rive gauche de la Loire, et il complète la modeste église romane par un élégant clocher. Il installe dans la forteresse du lieu le célèbre capitaine Jean Nicolas, terreur des Anglais lors de la Guerre de Cent Ans.
Le bourg devient alors un centre prospère pourvu d'un port actif, enrichi par de fructueux péages et des foires attractives. Les déshérités ne sont pas oubliés : Robert Le Maçon y fonde une maladrerie.

### Chancelier de France (1418-1421)
En juin 1416, il devient chancelier de Charles de Ponthieu (futur roi Charles VII), auprès de son père Charles VI de France.
Messire de Trèves, comme il est désormais appelé, rédige la lettre (10 août 1417) où le dauphin-régent reproche avec véhémence aux habitants de Reims d'avoir ouvert leur ville au duc de Bourgogne.
Quand Paris est surpris par les Bourguignons dans la nuit du 29 mai 1418, il aide Tanneguy III du Chastel à sauver le Dauphin Charles en le faisant s'évader sur son cheval, avec lequel il gagne Melun « à franc étrier ». Son dévouement à la cause de ce dernier attire sur lui le courroux de Jean Sans-Peur, duc de Bourgogne, et il est exclu de l'amnistie politique du traité de Saint-Maur le 16 septembre 1418. Il conserve pourtant son siège au conseil du roi. Il est aux côtés du Dauphin quand Jean Sans-Peur est assassiné au pont de Montereau le 10 septembre 1419, mais il ne participe en aucune façon à l'assassinat du duc. Il démissionne au début de 1422 ; mais il continue à exercer une grande influence, et en 1426 il réconcilie le roi et Jean V, duc de Bretagne.
En août 1426, il est fait prisonnier par Jean de Langeac, sénéchal d'Auvergne, et sera enfermé pendant trois mois dans le château d’Usson. Quand il est remis en liberté, il soutient avec fermeté Jeanne d'Arc contre toutes les cabales qui la menacent. C'est lui qui signe le brevet de noblesse pour la famille d’Arc en décembre 1429. On lui confie aussi une ambassade en Bretagne en 1430.

### Soutien de Jeanne d'Arc
Il rencontre Jeanne d'Arc pour la première fois au château de Loches, juste après la libération d'Orléans, quand elle fait irruption dans la chambre de retrait du Dauphin, ainsi qu'en témoigne Dunois. Comme La Trémoille, il est d'emblée favorable à la Pucelle et le restera, la soutenant contre les intrigues.

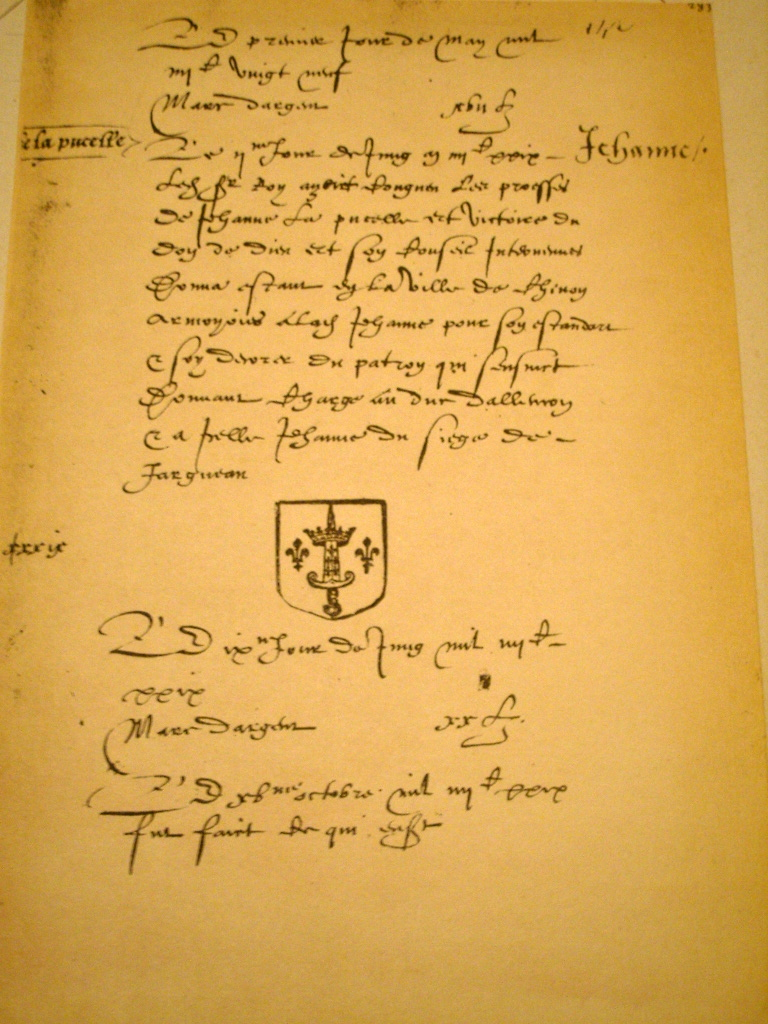
Lettre patente de Charles VII anoblissant Jeanne d'Arc et sa famille (1429).

Son épouse Jeanne de Mortemer assiste, à Chinon, au premier examen de virginité de la Pucelle. Il présente à Jeanne les frères André et Guy de Laval à Selles-sur-Cher en juin 1429.
Robert Le Maçon est présent dans la chevauchée du sacre et, devant la résistance de Troyes, convainc le roi Charles VII de ne pas se retirer mais, avant une quelconque décision, d'interroger la Pucelle.
C'est lui qui contresigne à Mehun-sur-Yèvre la lettre patente royale d'anoblissement de Jeanne d'Arc et de sa famille en décembre 1429.

### Fin de vie & sépulture
Dans sa Chronique de Charles VI, Jean II Jouvenel des Ursins dit de Robert Le Maçon qu'il était un « homme bien plus prudent et sage clerc ».
Il est présent aux États de Saumur (1431), où Charles VII avait convoqué les riverains de la Loire.

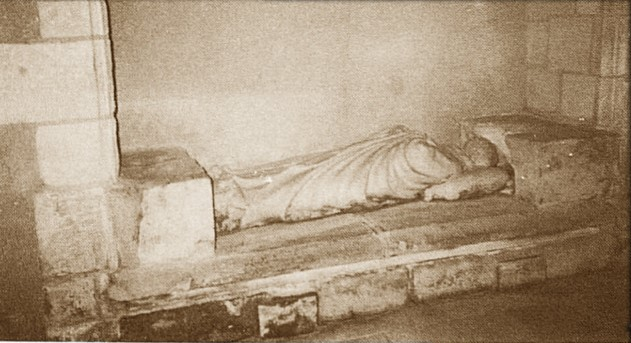
Gisant de Robert Le Maçon.

Les déplacements avec la Cour lui devenant pénibles, il assiste pour la dernière fois au conseil du roi le 16 août 1436. Se retirant alors de la vie politique, il teste le 29 décembre 1437, fait un codicille en 1438 et rédige un second testament le 2 juin 1440. Il meurt en son logis de Trèves le 2 ou le 28 janvier 1443, et est inhumé dans l'église paroissiale qu'il avait fait agrandir et restaurer.

Le tombeau, situé dans le transept Sud de l'église, est surmonté de « sa statue, de grandeur naturelle, en tuf blanc. Il est représenté couché, revêtu de la simarre de chancelier et les pieds posés sur un mouton ; la tête a été séparée du tronc, mais elle est encore auprès ». Son épitaphe est toujours visible, laquelle indique :
Cy gist noble homme Messire Robert Lemaczon
chevalier, seigneur et baron de Trêves
jadis chancelier de France
qui trespassa le Ile jour du mois de janvier
l'an Mil CCCC XLII

Priez Dieu pour luy !
Malgré deux alliances successives, il mourra sans enfants. Vers 1400, il avait d'abord épousé Jeanne Cauchon (qui ne semble pas avoir de lien avec l'évêque Cauchon), puis vers 1428 il épousera Jeanne de Mortemer de Coué, dont héritèrent pour le « lieu de la Prévosterie » en Ahuillé ses neveux, Élie d'Allé et Pierre Hocquedé, en 1444 et en 1460.